# Balsamus, l'homme de Satan
Pour plus de détails, voir Fiche technique et Distribution.
Balsamus, l'homme de Satan (Balsamus l'uomo di Satana) est un film italien réalisé par Pupi Avati, sorti en 1970.

## Fiche technique
- Titre : Balsamus, l'homme de Satan
- Titre original : Balsamus l'uomo di Satana
- Réalisation : Pupi Avati
- Scénario : Pupi Avati, Giorgio Celli et Enzo Leonardi
- Photographie : Franco Delli Colli
- Musique : Amedeo Tommasi
- Pays d'origine : Italie
- Format : Couleurs - 2,35:1 - Mono
- Genre : horreur
- Date de sortie : 1970

## Distribution
- Bob Tonelli : Balsamus
- Greta Vaillant : Lorenza
- Gianni Cavina : Alliata
- Giulio Pizzirani : Ottavio
- Valentino Macchi : l'homme sans bras